# Neubeuern
Neubeuern ist ein Markt im oberbayerischen Landkreis Rosenheim. Der Ferienort im bayerischen Inntal südlich von Rosenheim wurde 1981 zum schönsten Dorf Deutschlands gewählt. Der malerische Marktplatz mit Torturm und historischen alpenländischen Fassaden bildet den Dorfkern. König Maximilian I. meinte zum Ausblick von Neubeuern: „Das ist die schönste Aussicht im bayrischen Gebirg!“

## Geografie

### Lage
Neubeuern liegt am rechten Ufer des Inns etwa zwölf Kilometer südlich von Rosenheim und 26 Kilometer nördlich von Kufstein. Die Grenze zu Österreich (Tirol) ist knapp acht Kilometer von Neubeuern entfernt. Der Markt befindet sich am Fuß des Samerbergs, der nordwestlichsten Erhebung der Chiemgauer Alpen, am Rande des Rosenheimer Beckens, und liegt relativ verkehrsgünstig.

### Gemeindegliederung
Es gibt 31 Gemeindeteile (in Klammern ist der Siedlungstyp angegeben):
- Altenbeuern (Kirchdorf)
- Altenmarkt am Inn (Dorf)
- Althaus (Einöde)
- Anger (Weiler)
- Angerl (Einöde)
- Au (Weiler)
- Entleiten (Weiler)
- Freibichl (Weiler)
- Fröschenthal (Dorf)
- Gasteig (Weiler)
- Heft (Einöde)
- Hepfengraben (Weiler)
- Hinterhör (Einöde)
- Holzham (Dorf)
- Langweid (Dorf)
- Neubeuern (Hauptort)
- Neuwöhr (Dorf)
- Nockl (Einöde)
- Noppenthal (Einöde)
- Oberpösnach (Einöde)
- Pinswang (Dorf)
- Saxenkam (Dorf)
- Scheuern (Einöde)
- Schlecht (Einöde)
- Sollach (Einöde)
- Sondert (Einöde)
- Unterpösnach (Weiler)
- Vordersteinberg (Einöde)
- Wasserleite (Einöde)
- Wieslering (Einöde)
- Winkl (Dorf)

### Nachbargemeinden
|             |                                             | Rohrdorf  |
| Raubling    | Kompassrose, die auf Nachbargemeinden zeigt | Samerberg |
| Brannenburg | Nußdorf am Inn                              |           |

### Klima

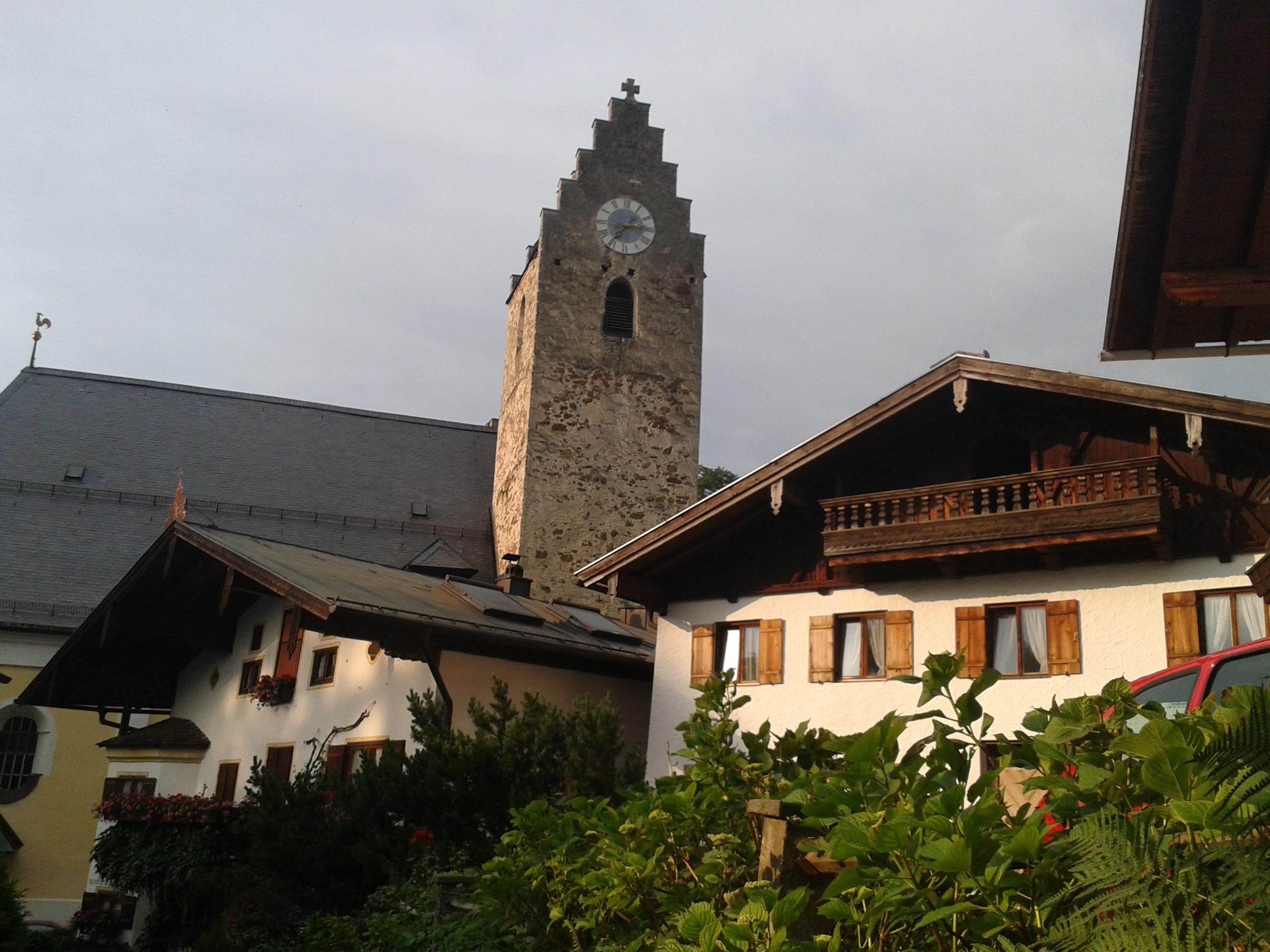
Kirche Mariä Empfängnis auf dem Marktplatz

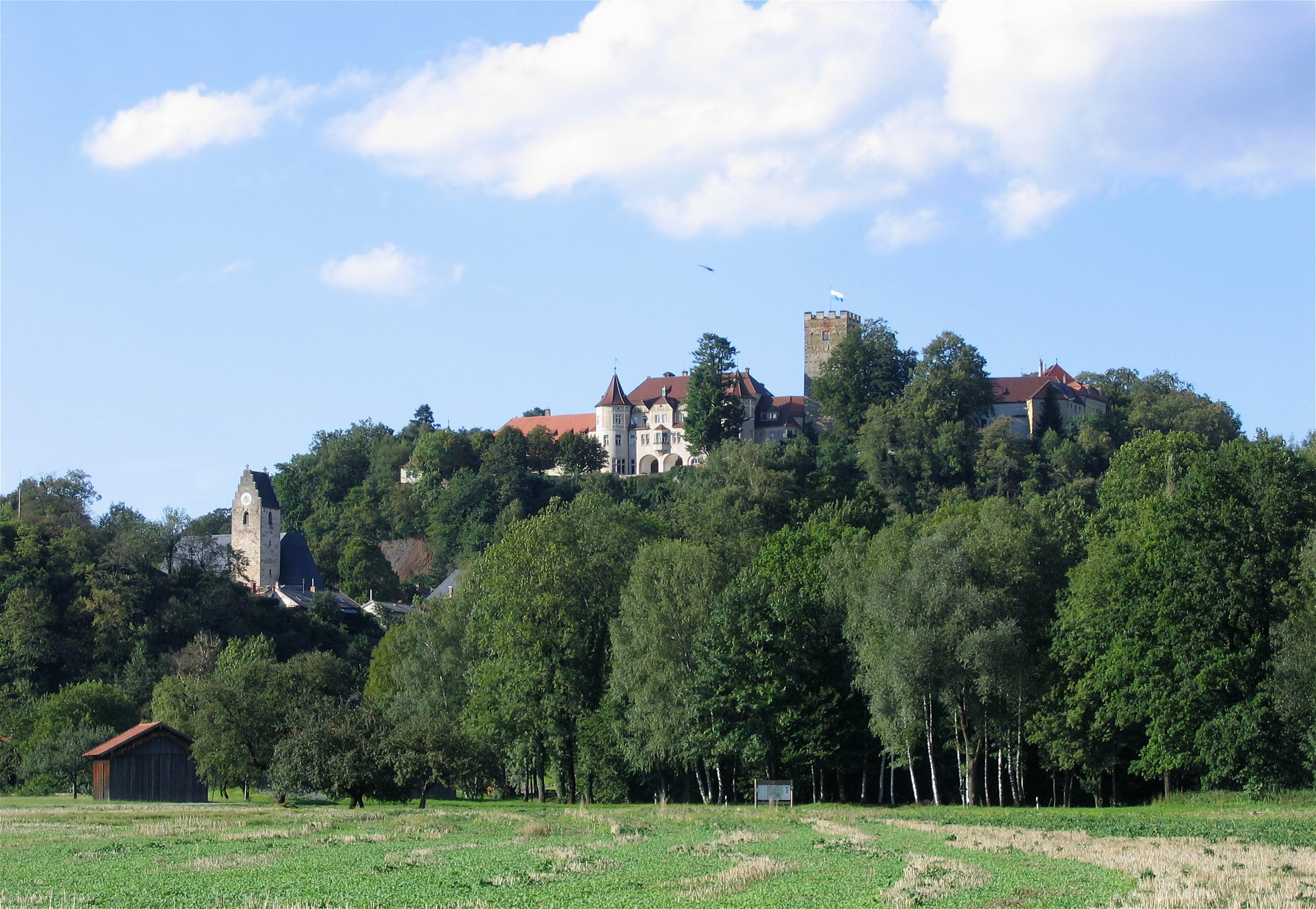
Neubeuern Schloss und Pfarrkirche

Die Marktgemeinde Neubeuern befindet sich in der gemäßigten Zone. Das Klima ist kontinental mit heißen Sommern und kalten Wintern. Verglichen mit dem maritimen Klima (Seeklima) sind die Niederschläge zwar gering, doch im Vergleich des Landkreises Rosenheim mit dem deutschlandweiten Durchschnitt ist der Niederschlag (wegen der Staulage am Fuße der Alpen) sehr hoch. Die Durchschnittstemperatur liegt bei etwa 8 °C (s. Diagramm). Einen besonderen Einfluss auf das Klima im Inntal hat der „Erler Wind“, ein kalter Fallwind am Morgen, der aus der Talenge bei Erl (Tirol) an sonnigen Tagen nach Norden ausströmt. Dabei können Böen bis 50 km/h auftreten. Mit der Tageserwärmung legt sich der Wind in der Regel. Eine alte Wetterregel im Inntal besagt: „Hört der Erler Wind vor dem Mittagläuten auf, so bleibt's schön.“
|                        | Jan  | Feb | Mär | Apr | Mai | Jun  | Jul  | Aug | Sep | Okt | Nov | Dez  |   |      |
| Mittl. Temperatur (°C) | −1,5 | 0   | 3,5 | 8   | 12  | 15,5 | 17,5 | 17  | 14  | 9   | 3,5 | −0,5 | ⌀ | 8,2  |
| Mittl. Tagesmax. (°C)  | 2    | 4   | 8   | 13  | 17  | 21   | 23   | 22  | 19  | 14  | 7   | 3    | ⌀ | 12,8 |
| Mittl. Tagesmin. (°C)  | −5   | −4  | −1  | 3   | 7   | 10   | 12   | 12  | 9   | 4   | 0   | −4   | ⌀ | 3,6  |
|                        |      |     |     |     |     |      |      |     |     |     |     |      |   |      |
| Niederschlag (mm)      | 60   | 55  | 62  | 88  | 128 | 157  | 144  | 155 | 97  | 69  | 76  | 65   | Σ | 1156 |
|                        |      |     |     |     |     |      |      |     |     |     |     |      |   |      |
| Sonnenstunden (h/d)    | 2    | 3   | 4   | 5   | 6   | 7    | 8    | 7   | 6   | 4   | 2   | 2    | ⌀ | 4,7  |
|                        |      |     |     |     |     |      |      |     |     |     |     |      |   |      |
| Regentage (d)          | 16   | 15  | 13  | 14  | 15  | 16   | 16   | 15  | 13  | 12  | 14  | 14   | Σ | 173  |
|                        |      |     |     |     |     |      |      |     |     |     |     |      |   |      |
| Wassertemperatur (°C)  | 5    | 5   | 4   | 12  | 12  | 17   | 24   | 20  | 16  | 12  | 6   | 5    | ⌀ | 11,5 |

| −5 |

| −4 |

| −1 |

| 3 |

| 7 |

| 10 |

| 12 |

| 12 |

| 9 |

| 4 |

| 0 |

| −4 |

| −5 |

| −4 |

| −1 |

| 3 |

| 7 |

| 10 |

| 12 |

| 12 |

| 9 |

| 4 |

| 0 |

| −4 |

| N i e d e r s c h l a g | 60  | 55  | 62  | 88  | 128 | 157 | 144 | 155 | 97  | 69  | 76  | 65  |
|                         | Jan | Feb | Mär | Apr | Mai | Jun | Jul | Aug | Sep | Okt | Nov | Dez |

### Natur
Folgende Schutzgebiete berühren das Gemeindegebiet:
- Landschaftsschutzgebiet Inntal Süd (LSG-00595.01)
- Fauna-Flora-Habitat-Gebiet Innauwald bei Neubeuern und Pionierübungsplatz Nussdorf (8238-371)
- Geotop und Naturdenkmal Mühlsteinbruch Hinterhör (187G001)
- Geotop Wolfsschlucht Neubeuern (187G003)

## Geschichte

### Bis zum 19. Jahrhundert

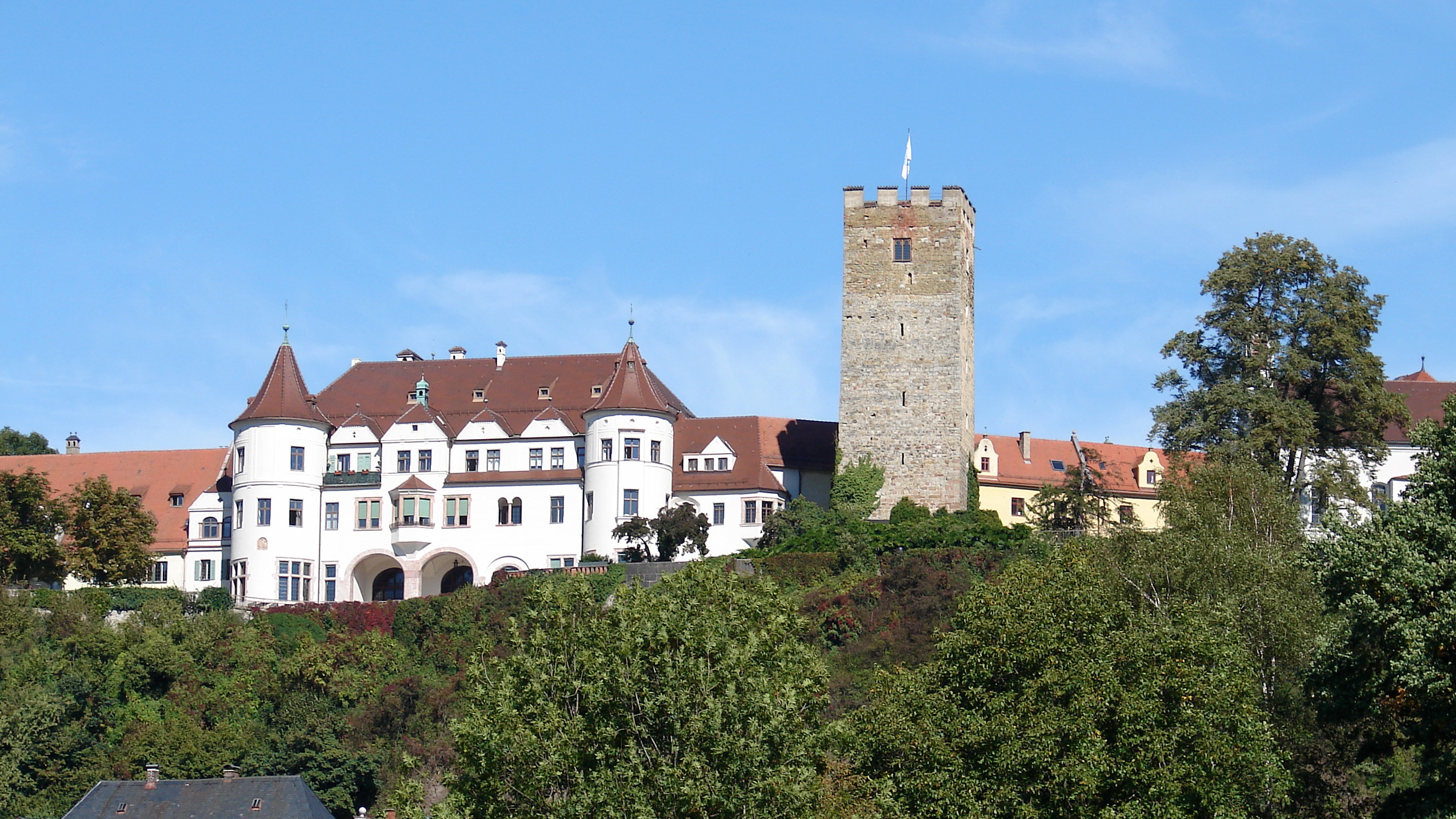
Schloss Neubeuern, heute ein Internat

Im Jahre 788 wurde Neubeuern erstmals urkundlich erwähnt. Zu dieser Zeit waren Neu- und Altenbeuern bereits im Salzburger Hochstift für ihre Güter bekannt. Altenbeuern wurde damals als „ad burones“ erwähnt. Die Römerstraße, die von „ad burones“ zum Dorfkern führt, ist heute noch zu sehen. Während sich das Hochstift Salzburg aus den Gebieten östlich des Inns zurückzog, breitete sich das Hochstift Regensburg in dieser Gegend im 11. Jahrhundert aus. Ende des 12. Jahrhunderts wurde die Burg Neubeuern errichtet und um 1235 unter Konrad von Wasserburg, der die Burghut innehatte, zur größten Festung im Inntal ausgebaut. Im Schutz der Festung entwickelte sich der Markt in Neubeuern, begünstigt durch seine Verkehrslage an der Achse München – Salzburg und an der Abzweigung zum Inntal in Richtung Brenner und Italien. Neubeuern besaß seit 1393 das Marktrecht mit weitgehenden Eigenrechten.
Neubeuern war ab 1668 Sitz einer geschlossenen Hofmark der Grafen von Preysing. Den Dreißigjährigen Krieg hatten die Burg und der Markt relativ unbeschadet überstanden, doch im Österreichischen Erbfolgekrieg zerstörten ungarische Truppen Neubeuern. Ignaz Anton Gunetzrhainer, zusammen mit seinem Bruder Johann Baptist Gunetzrhainer, erbauten 1747 bis 1752 im Auftrag von Graf Max IV. Emanuel von Preysing-Hohenaschau Schloss Neubeuern neu.
Im Jahre 1813 entstand ein Gräfl. Preysing'sches Herrschaftsgericht in Neubeuern. Durch das bayerische Gemeindeedikt von 1818 wurde die Gemeinde Neubeuern mit den Orten Altenmarkt am Inn, Gasteig, Neuwöhr, Noppenthal und Wasserleite gegründet. Das Herrschaftsgericht wurde 1827 zum Patrimonialgericht herabgestuft, die letzten Reste der Adelsherrschaft wurden mit der Revolution 1848 aufgehoben. Im Jahre 1882 erwarb Jan von Wendelstadt das Schloss von den Preysing. Nach einem Brand des Ostteils des Schlosses ließ der Baron den Mittelbau des Schlosses zwischen 1904 und 1908 durch Gabriel von Seidl neu errichten.

### Nationalsozialismus
Am 5. Mai 1923 war von Julie von Wendelstadt ein Internat im Schloss Neubeuern eröffnet worden. Die NSDAP betrachtete diese Schule als „politisch unzuverlässig“ und ließ sie am 13. Februar 1941 schließen. Um einer Enteignung zuvorzukommen, wurde im Frühjahr 1942 der gesamte Schlosskomplex an das Deutsche Reich verkauft und war von 1942 bis 1945 eine Nationalpolitische Erziehungsanstalt.

### Gemeindefusion
Am 1. Januar 1970 wurde Neubeuern mit der Gemeinde Altenbeuern zusammengelegt. Neubeuern war kurzzeitig Sitz der Verwaltungsgemeinschaft Neubeuern (gegründet am 1. Mai 1978, aufgelöst am 1. Januar 1980) mit den Mitgliedsgemeinden Neubeuern und Nußdorf am Inn.

### Bevölkerungsentwicklung
Zwischen 1988 und 2018 wuchs der Markt von 3532 auf 4315 um 783 Einwohner bzw. um 22,2 %.
- 01.12.1840: 1067 Einwohner
- 01.12.1871: 1085 Einwohner
- 01.12.1900: 1106 Einwohner
- 16.06.1925: 1379 Einwohner
- 17.05.1939: 1608 Einwohner
- 13.09.1950: 2333 Einwohner
- 06.06.1961: 2409 Einwohner
- 27.05.1970: 2182 Einwohner
- 25.05.1987: 3358 Einwohner
- 31.12.1991: 3745 Einwohner
- 31.12.1995: 3842 Einwohner
- 31.12.2002: 4137 Einwohner
- 30.06.2005: 4213 Einwohner
- 31.12.2010: 4249 Einwohner
- 31.12.2015: 4380 Einwohner
- 31.12.2022: 4327 Einwohner

## Religion
Die größten Konfessionsgemeinschaften sind: die römisch-katholische Kirche (68,1 % der Bewohner) und die evangelisch-lutherische Kirche (12,0 % der Bewohner). Rund 19,9 % der Bevölkerung bekennen sich zu keiner dieser beiden Religionsgemeinschaften. (Stand: 9. Mai 2011)

### Römisch-katholische Kirche
2011 bekannten sich 2882 Personen zur römisch-katholischen Kirche. Im Vergleich zum Jahr 1987 war das ein Rückgang um 11,9 %. Neubeuern bildet gemeinsam mit der Nachbargemeinde Nußdorf am Inn einen Pfarrverband im Erzbistum München und Freising. Pfarrer ist seit 2015 Christoph Rudolph.

### Evangelisch-lutherische Kirche
2011 bekannten sich 507 Personen zur evangelisch-lutherischen Kirche. Im Vergleich zum Jahr 1987 ist das ein Rückgang um 1,5 %. Die Protestanten der Marktgemeinde Neubeuern gehören wie jene der Gemeinden Flintsbach a.Inn, Nußdorf a.Inn und Raubling zur Kirchengemeinde Brannenburg.

## Politik

### Gemeinderat
Die Gemeinderatswahlen seit 2014 ergaben folgende Stimmenanteile und Sitzverteilungen:
| Partei/Liste | CSU | Grüne/SPD | SPD | Grüne | FWG | Beurer Bürgernähe |
| Sitze 2014   | 5   | –         | 2   | 3     | 3   | 5                 |
| Sitze 2020   | 4   | 4         | –   | –     | 4   | 4                 |

### Bürgermeister
Bei der Kommunalwahl 2008 wurde Josef Trost (CSU) mit 55,26 % der gültigen Stimmen zum Ersten Bürgermeister gewählt. Mit Johann Schmid, dem damaligen zweiten Bürgermeister, brachte er nach dem Hochwasser 2013 den Hochwasserschutz im Gemeindegebiet voran. Wegen geplanter Veränderungen am historischen Marktplatz verlor er aber an Rückhalt in der Bevölkerung. Bei der Kommunalwahl von 2014 wurde dann Johann Nowak von der Beurer Bürgernähe im ersten Wahlgang an die Spitze gewählt. Er erhielt 52,83 % der gültigen Stimmen, während Josef Trost nur 35,66 % erreichte und der dritte Bewerber, Johann Schmid, auf 11,51 % kam. Aufgrund einer Erkrankung endete die Wahlzeit von Bürgermeister Johann Nowak bereits zum 30. November 2019. In einer außerordentlichen Bürgermeisterwahl setzte sich der 28-jährige Christoph Schneider (Unabhängige Neubeurer) mit 62,9 % gegen zwei Mitbewerber durch und ist seit dem 1. Dezember 2019 Erster Bürgermeister. Er ist der erste Bürgermeister Neubeuerns, der nicht in der Gemeinde wohnt oder aus dieser entstammt. Im Mai 2025 erklärte er, dass er 2026 erneut für das Amt kandidieren wolle, woraufhin Freie Wähler, CSU und SPD/Grüne ihre Unterstützung zusagten.
- 1970–1987 Michael Schmidl (CSU)
- 1987–2008 Hans Jürgen Tremmel (CSU)
- 2008–2014 Josef Trost (CSU)
- 2014–2019 Johann Nowak (Beurer Bürgernähe)
- seit 2019 Christoph Schneider (Unabhängige Neubeurer)

### Wappen
| Wappen von Neubeuern | Blasonierung: „In Rot zwei schräg gekreuzte silberne Schifferhaken mit goldenen Stangen.“ |
| Wappen von Neubeuern | Wappenbegründung: Die verschränkten, goldenen Schifferhaken beziehen sich auf die Innschifffahrt, die zu der Entwicklung des Ortes beigetragen hat. Erste Verwendung des Wappens ist aus dem 18. Jahrhundert bekannt. Danach geriet es wieder in Vergessenheit, und erst mit der Eingemeindung Altenbeuerns wurde das Wappen besiegelt. |

## Sehenswürdigkeiten

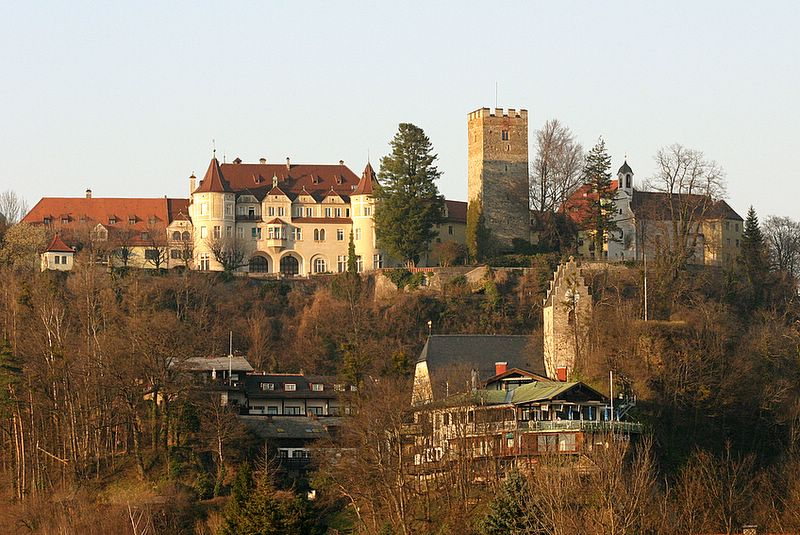
Schloss und Pfarrkirche
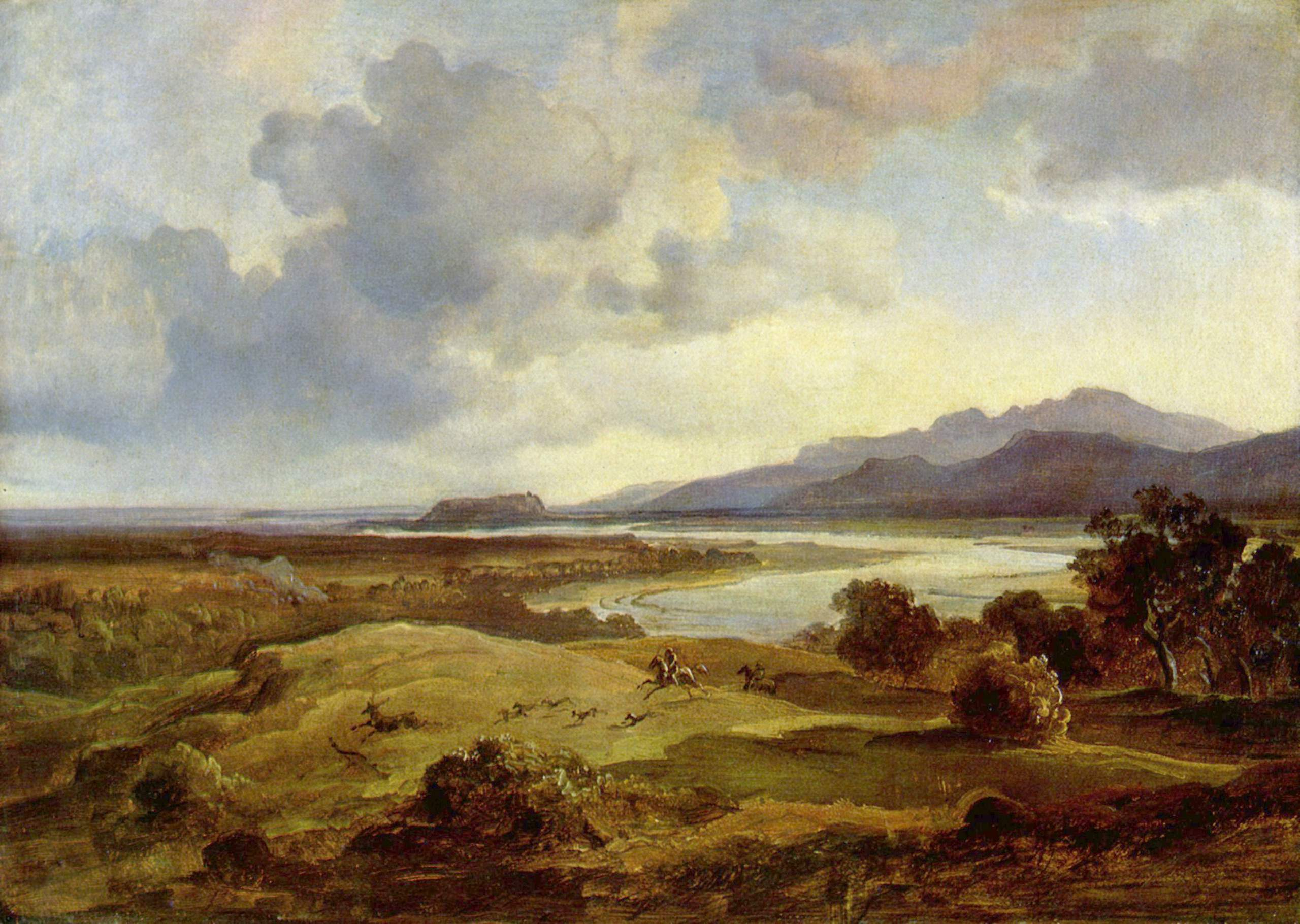
Inntal bei Neubeuern, Carl Rottmann, 1823
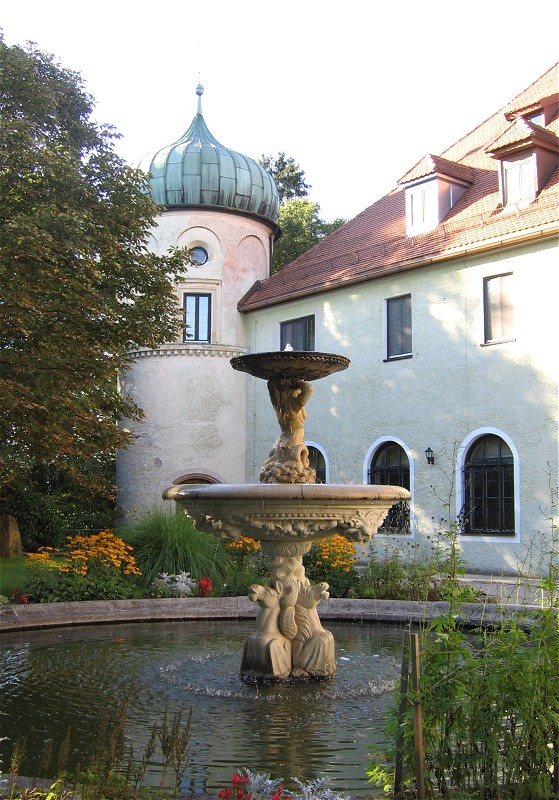
Schlosshof
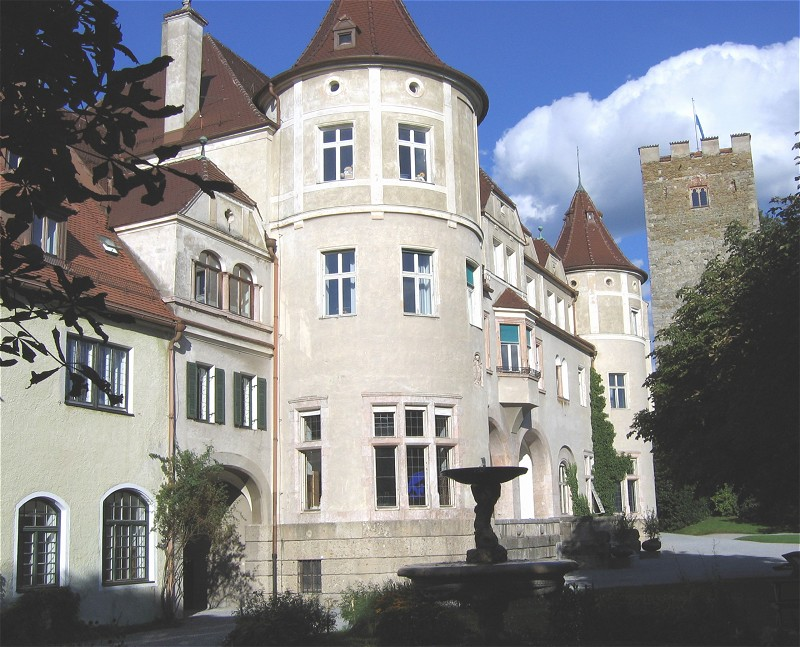
Schlosshof

### Historischer Marktplatz
Der historische Marktplatz bildet mit der Kirche Mariä Empfängnis, dem Brunnen mit dem heiligen Florian im Zentrum und der großteils original erhaltenen Burgmauer mit Wachtürmen ein denkmalgeschütztes Ensemble. Die Seitenaltäre der Kirche, das Deckengemälde und die Prozessionsstangen der Schiffleut-Bruderschaft dokumentieren die Bedeutung der Innschifffahrt für Neubeuern. Zum Passieren wurde im Südosten das Salzburger Tor und im Nordwesten das Münchner Tor errichtet. Heute finden auf dem Marktplatz Filmaufnahmen und Veranstaltungen statt, wie zum Beispiel 2013 der „Red Bull Fensterlkönig“. oder die jährliche Marktbeleuchtung, die jedes Jahr rund 3500 Besucher nach Neubeuern zieht.

### Schloss Neubeuern

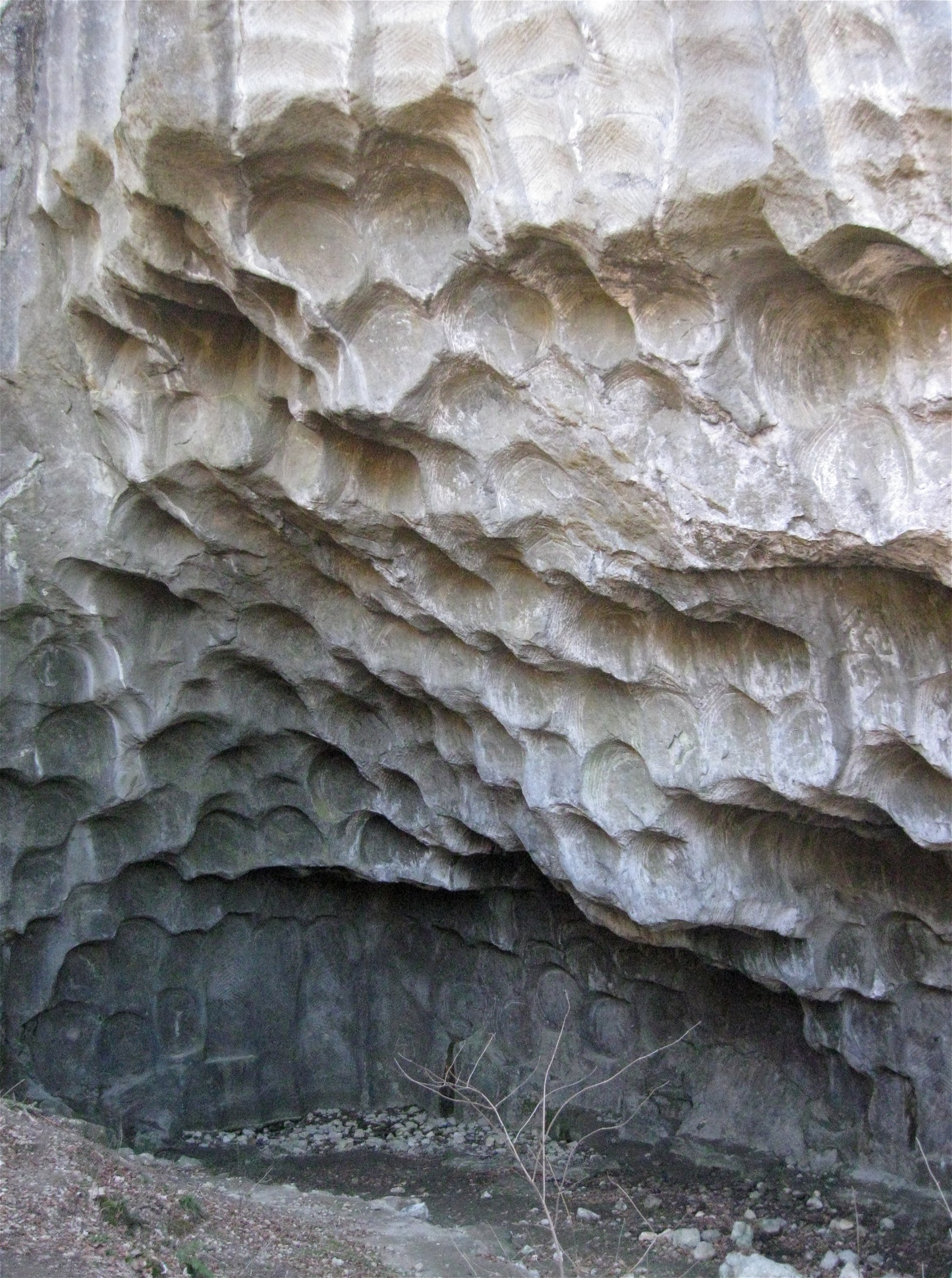
Der Mühlsteinbruch in Hinterhör

Das Schloss Neubeuern liegt über dem historischen Marktplatz. Es beherbergt ein staatlich anerkanntes, naturwissenschaftlich-technisches und neusprachliches Gymnasium der Stiftung Landerziehungsheim mit Internat und Tagesschule für Mädchen und Jungen. 2011 besuchten rund 200 Schüler die Schule, davon wohnten etwa 120 im Internat. Das 1925 gegründete Internat ist eines der bekanntesten in Deutschland. Stiftungsvorstand ist seit April 2006 Jörg Müller; Schulleiter seit August 2019 Carlo Ribeca; seine Vorgänger waren Jürgen Gude (seit September 2002) und Armin Stadler (seit März 2009).

### Wolfsschlucht
In den Burgberg schneidet sich auf rund 300 Metern Länge die etwa 20 Meter breite und circa 30 Meter tiefe „Wolfsschlucht“ ein – ein Steinbruch aus der ersten Hälfte des 15. Jahrhunderts, in dem Mühlsteine und Schleifsteine aus feinkörnigem Quarzit abgebaut wurden. Ein Teil der Südwand stürzte später ein. Dieses sehenswerte Geotop kann wegen loser Bäume oberhalb der Schlucht nur auf eigene Gefahr betreten werden.

### Mühlsteinbruch Hinterhör
Rund 1,5 km vom Dorfkern in Neubeuern entfernt liegt nahe der Einöde Hinterhör der Mühlsteinbruch Hinterhör. Auch dort wurden von 1572 bis 1860 Mühlsteine aus Quarzsandstein, einem Grobsandstein mit kalkiger Kittmasse, abgebaut. Diese Steine wurden dann auf dem Inn verschifft. Der Mühlsteinbruch gehört zu den schönsten Geotopen in Bayern, ist jedoch eines der wenigen, die von Menschenhand überformt wurden. Steinhacker meißelten eine runde Rinne in der Größe, die der Mühlstein erhalten sollte, in den Fels. Dies dauerte etwa zehn bis 14 Tage. Danach wurden in diese Rinnen getrocknete Buchenholzkeile gesteckt. Diese wurden dann stetig mit Wasser übergossen, sodass das Holz aufquoll und den Mühlstein vom Fels absprengte. Von Altenbeuern stammen auch die 66 Säulen in St. Bonifaz und die Portale der staatlichen Bibliotheken in München.

### Innschifffahrt
| Anzahl um 1860 | Beruf          | Anzahl nach 1900 |
| 4              | Steinhauer     | 0                |
| 7              | Schiffleut     | 0                |
| 2              | Schiffmeister  | 0                |
| 1              | Nagelschmied   | 0                |
| 1              | Weißgerber     | 0                |
| 0              | Wasserarbeiter | 12               |
| 0              | Maler          | 2                |
| 0              | Schreiner      | 3                |
| 0              | Bauer          | 3                |
| 0              | Glaser         | 2                |
| 1              | Krämer         | 3                |
| -------------- | -------------- | ---------------- |

Die Schifffahrt war für Neubeuern vom 15. bis zum 19. Jahrhundert von großer wirtschaftlicher und gesellschaftlicher Bedeutung, da auf dem Inn viele Güter transportiert wurden. Befördert wurden im Nahverkehr vor allem Dinge des täglichen Bedarfs, die von einer Ortschaft zur nächsten gebracht wurden. In erster Linie war dies Getreide. Man verlud aber auch Massengüter und Waren, die auf dem Landweg kaum bzw. nur schwer zu transportieren waren, auf Schiffe. Neubeuern verschiffte die damals hochgeschätzten Wetz-, Schleif- und Mühlsteine, die im Mühlsteinbruch oder in der Wolfsschlucht abgebaut wurden, deutschland- und österreichweit. Im 14. Jahrhundert bildete sich der Fernhandel aus. Der Anstoß hierfür ging von Venedig, das sich zur beherrschenden Handelsmacht im Mittelmeerraum entwickelte, aber auch von Städten im süddeutschen und habsburgischen Raum aus.
Als Marktgemeinde hatte Neubeuern aber auch für andere Orte hohen Stellenwert, denn Neubeuern verschiffte neben Kalkstein aus Flintsbach am Inn und Nußdorf am Inn und Nagelfluh aus der Biber in Brannenburg auch den sogenannten Rohrdorfer Granit. Stromaufwärts wurden die Kähne getreidelt (mit Pferden gezogen). Das Aufkommen der Eisenbahn und die Flussregulierungen entzogen der Innschifffahrt Ende des 19. Jahrhunderts ihre wirtschaftliche Grundlage. Infolge dieser Änderung wechselten zwei Drittel der Anwesen in der Gemeinde den Besitzer. Viele Handwerker und Händler wanderten ab, während durch Zuzüge neue Berufe in den Ort kamen, wie die nebenstehende Tabelle zeigt.
Heute gibt es an mehreren Orten Schifffahrtsbetriebe zu touristischen Zwecken. Die Geschichten und Traditionen werden vom Schiffleut-Bruderschafts-Verein seit 1622 aufrechterhalten. Einen Einblick in die Innschifffahrt erhält man im Museum am historischen Marktplatz. Die Heilig-Kreuz-Kirche in Windshausen in der Nachbargemeinde Nußdorf am Inn erinnert an den Neubeurer Schiffmeister Wolf Hupfauf.  Die Kirche steht nahe der Grenze zu Tirol. Bevor der Inn durch Dämme und Wasserkraftwerke eingeengt wurde, stand die Kirche direkt am Ufer.
Der teils auch geführte, 9 km lange Schiffleutwanderweg führt vom Marktplatz über elf Stationen, wie beispielsweise die Neubeurer Wolfsschlucht, zum Mühlsteinbruch Hinterhör und zeigt dabei vor allem die hinterbliebenen Stücke der einst wirtschaftlich wichtigen Innschifffahrt.
Im Innschifffahrtsmuseum werden verschiedene Objekte aus der Schifffahrtszeit ausgestellt, unter anderem ein originalgetreu nachgebautes Modell eines „Schiffzuges“ (1:20).

## Kulturelle Veranstaltungen

### Regelmäßige Veranstaltungen
- Faschingsumzug: zweijährlich, Februar, auf dem Marktplatz
- Trachtenjahrtag des Neubeurer Trachtenvereins, jährlich, Christi Himmelfahrt, auf dem Marktplatz
- Kinder- und Bierfest der Freiwilligen Feuerwehr Neubeuern, zweitägig, jährlich, Juni bzw. Juli, Feuerwehrhaus Neubeuern
- Marktbeleuchtung oder auch „Liachtlfest[18]“ genannt: jährlich, Juli, auf dem Marktplatz. Dabei werden alle Fenstersimse am Marktplatz mit Kerzen geschmückt und ab etwa 21 Uhr erleuchtet der gesamte historische Marktplatz im Kerzenschein. Dazu spielt die Neubeurer Musikkapelle sowie Auftritte des Neubeurer Trachtenvereins.
- Kunstausstellungen in der Galerie am Markt, Marktplatz 4 (zweiter Stock)

### Theater
Die Theatergemeinschaft Neubeuern führt alljährlich Theaterstücke auf, zuletzt den Neubeurer Jedermann unter der Leitung von Andreas Wiedermann. Dieses Stück wurde zunächst am unteren Marktplatz gespielt. Hierfür wurde eine Open-Air-Bühne nahe der Kirche Mariä Empfängnis errichtet. Am 14. Februar 2014 wurde die Theatergemeinschaft von Landrat Josef Neiderhell in der Beurer Halle mit einem Kultursonderpreis des Landkreises Rosenheim ausgezeichnet. Im August 2014 gastierte die Theatergemeinschaft im Ehrenhof des Schlosses Herrenchiemsee.

### Musik

#### Musikkapelle Neubeuern
Die Blasmusikkapelle Neubeuern ist ein 1884 von Oscar Fürst von Wrede und den vier Paul-Brüdern (aus den Gemeindeteilen Hinterhör und Sondert) gegründeter Verein und besteht heute aus mehr als 40 Mitgliedern. Die Musikkapelle spielt zu Veranstaltungen in der Gemeinde, wie der Marktbeleuchtung, hat auch Auftritte in Nachbargemeinden und beim Rosenheimer Herbstfest und in der Allianz Arena in München. Dank der Partnerschaft mit der Bürgerkapelle Klausen spielt die Musikkapelle Neubeuern auch in Italien.

#### Musikschule Neubeuern
Seit dem Schuljahr 2018/2019 ist aus der 1987 gegründeten Musikgemeinschaft Neubeuern die Musikschule Neubeuern, eine Zweigstelle der Musikschule Rosenheim, geworden. Das Unterrichtsangebot umfasst musikalische Früherziehung und Instrumentalunterricht. Unterrichtet wird hauptsächlich im Haus der Vereine. Regelmäßig finden Schülerkonzerte und andere Veranstaltungen statt.

#### Chorgemeinschaft Neubeuern
Die Chorgemeinschaft Neubeuern wurde 1967 von Enoch zu Guttenberg gegründet. Der mit dem Deutschen Kulturpreis, dem Bayerischen Staatspreis sowie dem Kulturpreis der Bayerischen Landesstiftung ausgezeichnete Chor bestritt 2009 eine Asien-Tournee, wobei er für sein Haydn-Programm unter anderem in Hongkong und in Peking beim Beijing Music Festival gefeiert wurde. Im Oktober 2010 erfolgte eine Einladung des Papstes Benedikt XVI. Ihm zu Ehren führte der Chor Verdis Requiem auf. 2012 führte die Chorgemeinschaft Bachs Johannes-Passion in St. Martin-in-the-Fields (London) auf. Die meisten Konzerte finden in Deutschland statt. Die Chorgemeinschaft veröffentlichte zahlreiche CDs. Sie organisierte zudem den Kinderchor Notenknöpfe. Auch dieser war häufig im Rundfunk präsent. Die Kinder führten unter der Leitung von Pia Hausner Musicals und Singspiele, wie „Die Zauberflöte“ (2011) oder „Boarisch singa und spuin“ (2014), auf. Es bestand auch ein Jugendchor unter der Leitung von Robert Schlee.

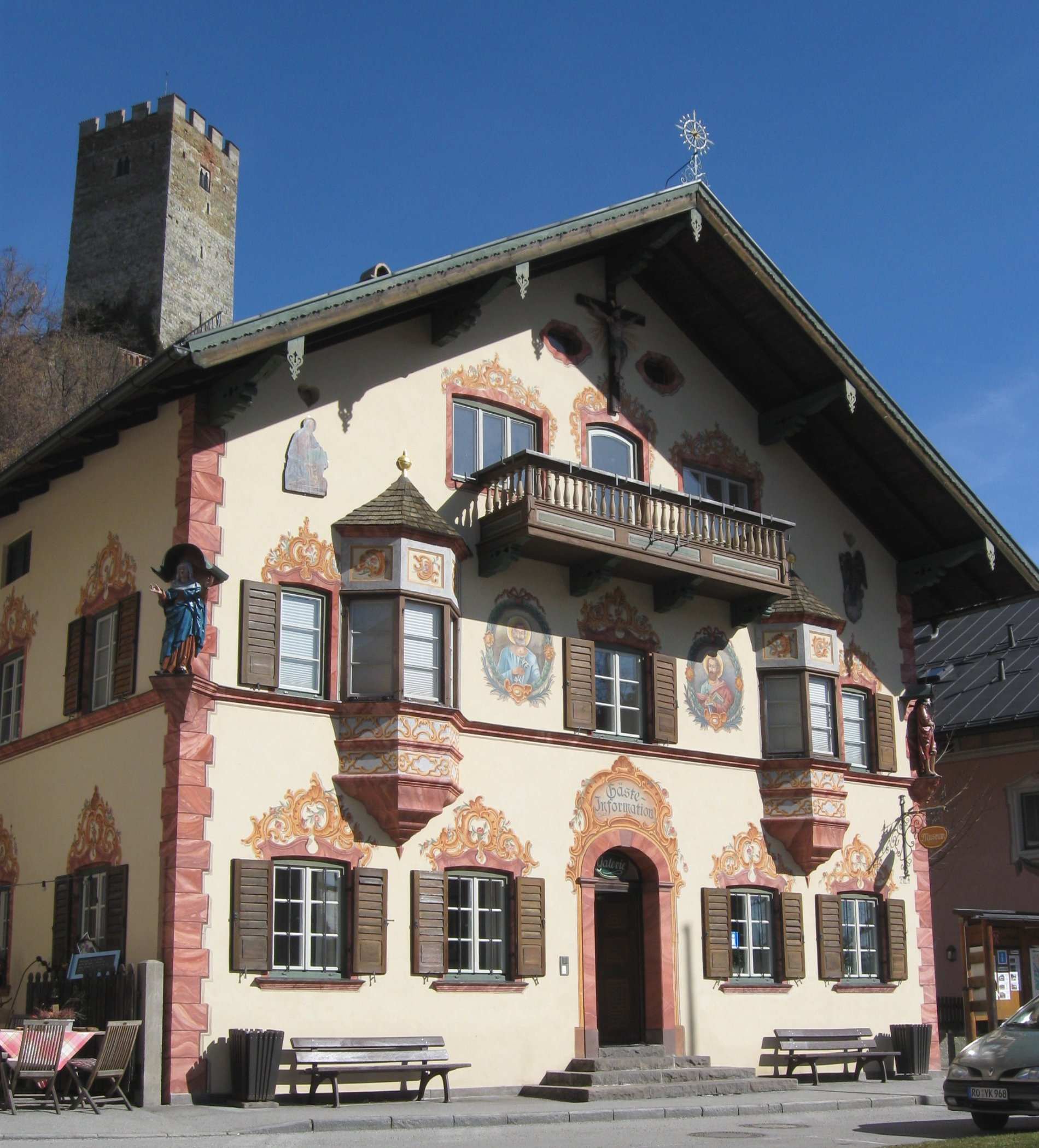
Gästeinformation am Marktplatz

Im August 2018 hat die Chorgemeinschaft Neubeuern ihre Selbstauflösung beschlossen. Das von der Familie zu Guttenberg organisierte Gedenkkonzert am 24. September 2018 im Münchner Herkulessaal unter Kent Nagano war der letzte Auftritt des Ensembles.

## Freizeitaktivitäten
- Nordic Walking: Um und durch Neubeuern führen viele beschilderte Nordic-Walking-Strecken.
- Wandern: Wanderführer lassen sich durch die Gemeinde Neubeuern auf ein GPS-fähiges Gerät laden.
- SalzAlpenTour – Chiemsee-Alpenland: Der teilweise sehr anspruchsvolle Wanderweg führt mit einer Gesamtlänge von 48,8 Kilometern durch die Gemeinden Aschau, Frasdorf, Samerberg, Rohrdorf, Neubeuern und Nußdorf am Inn. Geübte Wanderer brauchen für diese Tour über 17 Stunden.
- Radeln: Durch Neubeuern führen viele Radwege, wie der Inn-Radweg von Maloja bis Passau der Bodensee-Königssee-Radweg, der Voralpine Jakobsweg, der Mozart-Radweg und der SUR-Radweg
- Neubeurer See: Der Badesee ist mit Volleyballplätzen und einem Minigolfplatz ausgestattet. Im Winter ist Schlittschuhlaufen möglich; auch Eisstockwettkämpfe des TSV Neubeuern/Abt. Stocksport finden darauf statt.
- Im Zentrum des Ortes befindet sich eine große Sportanlage, die sich an der Straße „Am Sportplatz“ entlang zieht. Kern des Geländes ist der große Hauptplatz. Ringsum befinden sich noch weitere Fußballplätze mit Flutlicht und ein Hartplatz, der als Volleyballfeld fungiert. Nördlich des Areals befindet sich eine große private Tennishalle. Direkt daneben gibt es einen Skaterhockeyplatz und einen Dirt-Park, südwestlich davon eine Mehrzweckhalle.

## Wirtschaft und Infrastruktur

### Ansässige Unternehmen
In Neubeuern haben Unternehmen in den Bereichen optische Messtechnik und Oberflächenanalyse, Hygiene, Holzverarbeitung, Vertrieb von landwirtschaftlichen Geräten und Maschinen, Softwareentwicklung, Orthopädietechnik und Verpackungen und Taschen ihren Sitz.
- Carl Zeiss Optotechnik GmbH (bis 2015: Steinbichler Optotechnik GmbH)
- Schopf Hygiene GmbH & Co. KG
- Biesel GmbH
- Perret GmbH
- ORCA Software GmbH
- Radspieler Orthopädietechnik
- Paolo Sandro AG – Bags & Packaging
- Holz Design Gigler GmbH & Co. KG
- Andreas Humbs Bauwerterhaltung GmbH

### Öffentliche Einrichtungen
- Rathaus
- Gästeinformation und Gemeindebücherei
- Bürgersaal
- Mehrzweckhalle
- Bau- und Wertstoffhof
- Wasser- und Klärwerk
- Gras- und Staudendeponie

### Bildung
Neubeuern bietet mit seinen zwei Kindergärten, dem Pfarrkindergarten und dem Kindergarten „Zwergerlburg“, der Grund- und Mittelschule „Hohenau-Schule“, in der zurzeit (2014) 316 Schüler unterrichtet werden, und dem Gymnasium beziehungsweise Internat Schloss Neubeuern gute Bildungsmöglichkeiten.

### Drehort und Filmkulisse
Neubeuern ist häufig im Fernsehen zu sehen. Oftmals sind es Reportagen über das Schloss oder über andere Sehenswürdigkeiten. Außerdem wurde es im August 2010 in einer vierteiligen Kurzserie im Rahmen des Sommerprogramms des Bayerischen Fernsehens in der Reihe Das Dorf! mitsamt seinen Dorfbewohnern filmisch vorgestellt. Der Marktplatz und die nähere Umgebung des Ortes dienten bereits 1958 als Kulisse für den Spielfilm Die Landärztin, in dem Marianne Koch und Rudolf Prack die Hauptrollen spielten.

Weitere Filme, die in Neubeuern gedreht wurden, sind Der Weibertausch (1952), Johannisnacht (1956), Die Unschuld vom Lande (1957), Ich und die Kuh (FR/IT 1959) von Henri Verneuil mit Fernandel in der Hauptrolle, Ein Fall für TKKG: Drachenauge (1992), Crazy (2000), Tod im Internat (Der Bulle von Tölz), Die Rosenheim-Cops, SOKO Kitzbühel, Damaskus, die Fernsehserie Peter und Paul (2010) und Klarer Fall für Bär.

### Verkehrsanbindung
Neubeuern liegt relativ verkehrsgünstig knappe 60 km Luftlinie südöstlich von München. 4 km entfernt ist die Anschlussstelle Rohrdorf zur Bundesautobahn 8, und 5 km entfernt liegt die Anschlussstelle Reischenhart (Gemeinde Raubling) zur Bundesautobahn 93. Nach Rosenheim sind es knapp 12 km, nach Kufstein 26 km.

#### Straßenverkehr
Durch Neubeuern führt die Staatsstraße 2359, die den Markt mit Degerndorf am Inn (Gemeinde Brannenburg), Nußdorf am Inn, Rohrdorf, Griesstätt und Wasserburg am Inn verbindet und schließlich in die Bundesstraße 15 mündet. Auf dem Marktplatz endet die Kreisstraße RO 7, die über Kirchdorf am Inn (Gemeinde Raubling) nach Großholzhausen führt.

#### Radwegenetz
Zwei Fernradwege kreuzen sich in Neubeuern: der Bodensee-Königssee-Radweg und der Inn-Radweg.

#### Personennahverkehr
Die Anbindung an den öffentlichen Personennahverkehr erfolgt über den Regionalverkehr Oberbayern, kurz RVO, dessen Linie 9490 die Gemeinden Rosenheim, Raubling, Neubeuern und Nußdorf am Inn verbindet. Die Busse fahren im Stundentakt. Auf dem Gebiet der Gemeinde gibt es sechs Bushaltestellen. Die Marktgemeinde plant außerdem, einen eigenen Bürgerbus einzuführen.

#### Bahnanbindung
Die Marktgemeinde Neubeuern verfügt über keinen eigenen Bahnanschluss. Bahnhöfe der Bahnstrecke Rosenheim–Kufstein befinden sich in den Nachbargemeinden Brannenburg und Raubling; erreichbar sind sie mit dem Buslinien 9572 und 9574. Die Linie 9574 verbindet außerdem Neubeuern mit Rohrdorf.

#### Flughäfen
Die nächsten Flughäfen sind in Salzburg (75 km), Innsbruck (105 km) und München (110 km).

### Freiwillige Feuerwehr
Die Freiwillige Feuerwehr Neubeuern unterhält vier Fahrzeuge: Ein Mehrzweckfahrzeug, ein Löschfahrzeug (LF 16) und ein Tanklöschfahrzeug (TLF 16) sind in der Wehr in der Samerstraße 21 stationiert, während das Tragkraftspritzenfahrzeug am Schloss Neubeuern von einer Jugendgruppe, die aus Schülern des Internats besteht, betrieben wird. Von 46 Wehrleuten sowie den beiden Jugendgruppen mit insgesamt 15 Jugendfeuerwehrlern werden pro Jahr ca. 50 bis 70 Einsätze in Neubeuern und Umgebung geleistet.

## Persönlichkeiten
- Reinhold von Lichtenberg (1865–1927), österr. Kunsthistoriker, zuletzt in Neubeuern
- Julius Wallach (1874–1965), Gründer des Trachtengeschäfts Wallach in München, zuletzt in Neubeuern
- Friedrich Ferchl (1892–1953), Apotheker und Pharmaziehistoriker
- Peter Roleff (1906–1994), Balletttänzer und Tanzpädagoge, zuletzt in Neubeuern
- Walter Drenseck (1941–2011), Steuerrechtler und Richter, zuletzt in Neubeuern
- Enoch zu Guttenberg (1946–2018), Dirigent und Chorleiter; Neubeuern galt als seine Wahlheimat[26]
- Kathi Leitner (* 1948), Volksschauspielerin
- Elisabeth von Samsonow (* 1956), Philosophin und Künstlerin
- Julian Benedikt (* 1963), Filmregisseur, -produzent und Schauspieler
- Manuel Hiemer (* 1976), ehemaliger Eishockeyspieler
- Sebastian Rechenauer d. Ä. (1761–1835), Kirchenmaler